# Silometopus bonessi
Silometopus bonessi är en spindelart som beskrevs av Casemir 1970. Silometopus bonessi ingår i släktet Silometopus och familjen täckvävarspindlar. Inga underarter finns listade i Catalogue of Life.